# Taiwan Power Company
Taiwan Power Company (kinesisk: 台灣電力公司 eller Taipower er et statsejet taiwansk elselskab. De producerer og distribuerer elektricitet til Taiwan. Deres elproduktion er primært baseret på kul, naturgas, kernekraft og vandkraft.
Taipower blev etableret 1. maj 1946 og var indtil liberaliseringen i 1995 Taiwan's eneste elproducent og producerer fortsat over 80 % af Taiwans elektricitet.